# Álvares Machado (ort)
Álvares Machado är en ort i Brasilien.   Den ligger i kommunen Álvares Machado och delstaten São Paulo, i den södra delen av landet, 800 km sydväst om huvudstaden Brasília. Álvares Machado ligger 484 meter över havet och antalet invånare är 21 642.
Terrängen runt Álvares Machado är huvudsakligen platt. Álvares Machado ligger uppe på en höjd. Runt Álvares Machado är det tätbefolkat, med 849 invånare per kvadratkilometer.. Närmaste större samhälle är Presidente Prudente, 10,0 km sydost om Álvares Machado.
Trakten runt Álvares Machado består i huvudsak av gräsmarker.